# Copenhagen Consensus
Copenhagen Consensus (CC) (dansk Københavner-enighed) er et projekt der forsøger at identificere, prioritere og foreslå løsninger på verdens største problemer. Initiativet blev udtænkt og organiseret af Bjørn Lomborg, forfatter til The Skeptical Environmentalist og daværende leder af Institut for Miljøvurdering. Projektet har indtil videre udmøntet sig i tre internationale konferencer afholdt i København, 2004, 2006 & 2008, samt en bog Global Crises, Global Solutions.
Copenhagen Consensus var tidligere støttet af en bevilling på den danske finanslov og tilknyttet Copenhagen Business School. Fra 2012 bortfaldt finanslovstøtten imidlertid, og Copenhagen Consensus drives i dag trods navnet som en amerikansk institution (Copenhagen Consensus Center) med adresse i Massachusetts.

## Copenhagen Consensus 2008
Den seneste konference om en samlet problemprioritering blev afholdt i 2008, 24. – 30. maj. Daværende statsminister Anders Fogh Rasmussen (Venstre) åbnede konferencen sammen med Bjørn Lomborg. Også udviklingsminister Ulla Tørnæs (Venstre) var til stede og havde på forhånd udtalt, at hun vil lade sig inspirere af resultaterne fra konferencen.[kilde mangler] På konferencen blev fremstillet 50 løsningsforlag på 10 fokusområder.
Som ved den foregående konference i 2004, blev der også i 2008 arrangeret en ungdomskonference (Copenhagen Consensus Youth Forum 2008) der kørte sideløbende med eksperternes arbejde. I ungdomskonferencen deltog 80 universitetsstuderende fra 37 lande. De var stillet samme opgave som ekspertpanelet.

### Ekspertdeltagere
- Jagdish Bhagwati[6]
- Finn E. Kydland [7]
- Douglass North [8]
- Vernon L. Smith [9]
- François Bourguignon [10]
- Robert Mundell [11]
- Thomas Schelling [12]
- Nancy Stokey [13]

### Problemområder
I alt blev der på konferencen diskuteret 38 løsninger på 10 af verdens problemer. De ti problemfokusområder var, inkl. i parentes forfatteren/forfatterne til et oplæg op hvert felt:
1. Luftforurening[15] (Jitendra J. Shah)
2. Subsidier og handelsbarriere[16] (Alan Deardorff, Anthony Venables)
3. Fejlernæring og sult[17] (Anil Deolalikar, Reynaldo Martonell)
4. Konflikter[18] (Reynaldo Martonell, Ibrahim Elbadawi)
5. Terrorisme (¤)[19] (Brock Blomberg, Michael Intriligator)
6. Global opvarmning[20] (Christopher Green, Anil Markandya)
7. Infektionssygdomme[21] (David Canning, Ramanan Laximinarayan)
8. Hygiejne og vand[22] (Frank Rijsberman, Jennifer Davis)
9. Uddannelse (¤)[23] (Lant Pritchett, Victor Lavy)
10. Kvinder og udvikling (¤)[24] (Aysit Tansel, Lawrence Haddad)

Fra 2004 udgik følgende emner:
- Finansiel uro
- Regeringsførelse og korruption
- Befolkning: migration

### Prioriteringer
Tekst mangler, hjælp os med at skrive teksten

### Kritik af Copenhagen Consensus 2008
Såvel økonomernes prioriteringer som de statistiske metoder, de har lagt til grund for dem, blev mødt af offentlig kritik, f.eks. fra Christian Friis Bach fra Folkekirkens Nødhjælp.

## Copenhagen Consensus 2006
Tekst mangler, hjælp os med at skrive teksten

## Copenhagen Consensus 2004
Konferencen i 2004, den 24. – 28. maj, var udmundingen på det oprindelige initiativ af Bjørn Lomborg. Konferencen var baseret på den grundlæggende præmis at ikke alle problemer kunne løses samtidigt eller var lige presserende, så en "rational prioritering" kunne hjælpe med til at udvælge de problemer der var af størst vigtighed og hvor en indsats ville give det største resultat. Konferencen havde på forhånd udvalgt ti fokusområder de ville koncentrere sig om. Til baggrund for konferencen var der blevet udarbejdet videnskabelige rapporter af 30 internationale videnskabsfolk, hver med speciale indenfor de forskellige fokusområder. Som eksperter var inviteret otte internationalt anerkendte topøkonomer. I fem dage diskuterede og prioriterede de emnerne på Eigtveds Pakhus i København. Som afslutning og opfølgning på konferencen udgav han bogen Global Crises, Global Solutions (Cambridge University Press, ISBN 0-521-60614-4).
Konferencen var finansieret af Institut for Miljøvurdering i samarbejde med det engelske magasin The Economist, Carlsbergfondet og Sasakawa Peace Foundation. Efterfølgende blev projektet sat på finansloven, med et årligt budget på 2,5 millioner.
Sideløbende med eksperternes arbejde var der også organiseret en Copenhagen Consensus Youth Forum (ungdomsforum), med 80 universitetsstudenter fra 25 forskellige lande. De var stillet samme opgave som ekspertpanelet. Ungdomspanelets prioriteringer (som var anderledes end ekspertpanelets) blev offentliggjort uafhængigt den 28. maj 2004. Copenhagen Consensus Youth Forum blev sponsoreret af Udenrigsministeriet.

### Ekspertdeltagere
Deltagerne var: ("Nobelprisvindere" indikeret med (¤))
- Jagdish Bhagwati[30]
- Robert Fogel (¤)[31]
- Bruno Frey [32]
- Justin Yifu Lin [33]
- Douglass North (¤)[34]
- Thomas Schelling (¤)[35]
- Vernon L. Smith (¤)[36]
- Nancy Stokey [37]

### Problemområder
I alt blev der på konferencen diskuteret 38 løsninger på 10 af verdens problemer. De ti problemfokusområder var, inkl. i parentes forfatteren til et oplæg op hvert felt:
- Global opvarmning / klimaforandring (William R. Cline)[38]
- Infektionssygdomme (Anne Mills)[39]
- Konfliker (Paul Collier)[40]
- Uddannelse (Lant Pritchett)[41]
- Finansiel uro (Barry Eichengreen)[42]
- Regeringsførelse og korruption (Susan Rose-Ackerman)[43]
- Fejlernæring og sult (Jere Behrman) [44]
- Befolkning: migration (Phillip L. Martin)[45]
- Hygiejne og vand (Frank Rijsberman)[46]
- Subsidier og handelsbarriere (Kym Anderson)[47]

### Prioriteringer
Som konklusion på konferencen blev der udgivet en prioriterede liste som angav hvilke problemer ekspertdeltagerne mente det bedst kunne betale sig at adressere først. Som førsteprioritet havde de bekæmpelse af HIV/AIDS, idet de mente det her ville kunne give den største effekt om end de krævede investeringer ville være forholdsvist høje. Ifølge beregninger kunne en investering på 27 milliarder dollars give et "afkast" på 28 millioner forhindrede sygdomstilfælde af AIDS frem til år 2010.
Som andenprioritet havde de også sygdomsbekæmpelse. Her som en følgesygdom i forbindelse med fejlernæring og mangel på jern, zink, jod og A-vitamin som alle kan afhjælpes ved de rette kosttilskud. Til dette problem forslog de at der blev investeret 12 milliarder dollars.
Som tredjeprioritet havde de mere frihandel. Eksperterne konkluderede at omkostningerne ved indførelse af frihandel ville være meget lave, men at indtægterne til gengælde ville være overordentligt store, i omegnen af 2.400 milliarder dollars om året.
Meget gode løsninger

1. Sygdomme: Bekæmpelse af hiv/aids. 

2. Sult: Kosttilskud for at afhjælpe mangelsygdomme. 

3. Subsidier og handelsbarrierer: Frihandel. 

4. Sygdomme: Bekæmpelse af malaria. 

Gode løsninger

5. Sult: Forskning i landbrugsteknologi. 

6. Rent vand: Lavteknologiske løsninger til landmænd. 

7. Rent vand: Lokal vandforsyning og kloakering. 

8. Rent vand: Forskning i vandforbrug i landbruget. 

9. Regeringsførelse: Lavere omkostninger ved at starte ny virksomhed. 

Acceptable løsninger

10. Migration:Lette migration for uddannet arbejdskraft. 

11. Sult: Forbedre spædbørns og børns ernæring. 

12. Sult: Sætte ind over for lav fødselsvægt. 

13. Sygdom: Forbedre den fundamentale sundhedssektor. 

Dårlige løsninger

14. Migration: Gæstearbejderprogrammer for ufaglærte. 

15. Klima: Dynamisk skat på CO2. 

16. Klima: Kyoto-protokollen. 

17. Klima: Forsigtighedsprincip – skat på CO2.